# 塔雷克·布赫曼
塔雷克·布赫曼（德語：Tarek Buchmann，2005年2月28日—）是一位德国足球运动员，于场上司职后卫，自2019年起加盟拜仁慕尼黑青训营，并代表各级德国青年队参加国际比赛。

## 俱乐部生涯
布赫曼出生于巴伐利亚州的多瑙河畔迪林根，父亲是多哥人，母亲则为德国人，他自幼便在劳英根（FC Lauingen）踢球，其后又转投奥格斯堡。2019年，时年14岁的布赫曼加入拜仁慕尼黑青训营，并被纳入拜仁16岁以下梯队（U16）。自那时起，他便一直与年长的球员共同作赛，包括参加U17和U19德甲联赛，并与同龄的保罗·万纳结为好友。2022年11月，布赫曼被德国足协授予弗里茨·瓦尔特奖的U17组别铜奖。
2023年初，布赫曼第一次获得了与职业球员打交道的丰富经验：时任拜仁一线队主教练的尤利安·纳格尔斯曼带着他和其他几位年轻球员去了卡塔尔的集训营。在随后于1月中旬对阵萨尔茨堡红牛的友谊赛中，布赫曼完成了自己的首秀并送出一记助攻。同年6月16日，他被正式提拔至拜仁慕尼黑一线队，并与俱乐部签署了第一份期至2026年届满的职业合同。
2023年8月29日，布赫曼首次代表拜仁慕尼黑二队出场，在巴伐利亚地区联赛对阵费尔青的比赛中首发亮相，但最终以2比3失利。

## 国家队生涯
布赫曼自2020年起开始入选各级德国青年国家足球队。2020年10月9日，他在杜伊斯堡以0比2不敌丹麦的友谊赛中首次代表德国U16出场。2022年，布赫曼又入选德国U17，并在同年夏天的2022年欧洲U-17足球锦标赛引起人们的关注。他参加了德国U17在赛事中的全部四场比赛，直至四分之一决赛才通过点球大战惜败于俱乐部队友马蒂斯·特尔领衔的法国队。自2023年起，布赫曼又获召入其执教的德国U18效力。